# Fin dal Principio
Fin dal Principio è un'enciclica di papa Leone XIII, datata 8 dicembre 1902, scritta all'Episcopato italiano circa la formazione del clero nei Seminari.